# Maskeringssjögurka
Maskeringssjögurka (Thyone fusus) är en sjögurkeart som först beskrevs av O. F. Mueller.  Maskeringssjögurka ingår i släktet Thyone och familjen korvsjögurkor. Arten är reproducerande i Sverige. Inga underarter finns listade i Catalogue of Life.